# Saudi Women's Premier League
La Saudi Women's Premier League (en árabe: الدوري السعودي الممتاز للسيدات) es la máxima categoría del fútbol femenino en Arabia Saudita. La competición está dirigida por la Federación de Fútbol de Arabia Saudita.

## Historia
Los primeros clubes femeninos saudíes fueron el King's United, con sede en Jeddah, y el Eastern Flames, de Dhahran. Ambos se formaron en 2006. Después se formaron otros equipos femeninos en Riad y Dammam. En 2008, se celebró el primer torneo femenino saudí con la participación de siete equipos. En diciembre de 2019 se celebró la Jeddah Women's Football League, que fue la primera competición femenina organizada por la Federación de Fútbol de Arabia Saudí; la ganó el Jeddah Eagles.
En febrero de 2020, Arabia Saudí decidió poner en marcha una liga de fútbolpara las mujeres de todo el país. El 17 de noviembre de 2020, se puso en marcha la liga nacional con 24 equipos; se dividió en tres regiones, Jeddah, Riad y Dammam, que representan la Women's Community Football League, y los cuatro mejores equipos se clasificaron para la Copa de Campeones de la WFL. El Challenge Sports Club ganó la primera edición.
En octubre de 2023, la Saudi Women's Premier League se asoció con DAZN, otorgándoles los derechos para retransmitir los partidos de la liga en todo el mundo. Este movimiento refleja los grandes avances de la liga en los últimos años.
El 14 de diciembre de 2023, el partido entre Al-Ahli y Al-Ittihad contó con la presencia de FIFA Presidente Gianni Infantino en el Estadio Príncipe Mohammed bin Abdullah Al Faisal de Jeddah.
El 23 de diciembre de 2023, el partido entre Al-Ittihad y Al-Nassr contó con la presencia de The Best FIFA Women's Player 2021 y 2022, la española Alexia Putellas, en el estadio Príncipe Faisal Bin Fahad (Al-Ittihad Club Stadium) de Jeddah.
En mayo de 2024, Grass Valley anunció un acuerdo de cooperación con la Saudí Pro League para distribuir los partidos de la Saudi Women's Premier League 2024-25 a través de su plataforma digital.
El 31 de mayo de 2024, la Federación Saudí de Fútbol renovó el acuerdo de colaboración exclusiva con el Saudi National Bank por un periodo de 3 años para patrocinar la primera división femenina saudí y también la SAFF Women's Cup.
El 10 de enero de 2025, el partido entre Al-Ahli y Al-Amal contó con la presencia del Campeón de la Copa Mundial Femenina de Fútbol de 2023, el seleccionador español Jorge Vilda, en el Prince Mohammed bin Abdullah Al Faisal Stadium de Yeda.

## Equipos participantes
Los diez equipos siguientes competirán en la temporada 2024-25.
| Equipo         | Ciudad    | Estadio                                        |
| -------------- | --------- | ---------------------------------------------- |
| Al-Ahli        | Yeda      | Prince Mohammed bin Abdullah Al Faisal Stadium |
| Al-Amal        | Taif      | King Fahd Sports City (Taif)                   |
| Al-Hilal       | Riad      | Inaya Medical Colleges Stadium                 |
| Al-Ittihad     | Yeda      | Al-Ittihad Club Stadium                        |
| Al-Nassr       | Riad      | Mrsool Park                                    |
| Al-Qadsiah     | Al Kobhar | Prince Saud bin Jalawi Sports City             |
| Al-Shabab      | Riad      | Al-Shabab Club Stadium                         |
| Al-Taraji      | Qatif     | Prince Nayef bin Abdulaziz Stadium             |
| Al-Ula         | Medina    | Prince Mohammed Bin Abdulaziz Sports City      |
| Eastern Flames | Dammam    | Estadio Príncipe Mohamed bin Fahd              |

## Palmarés
| Equipo   | Campeón | Subcampeón | Ediciones campeón | Ediciones subcampeón |
| -------- | ------- | ---------- | ----------------- | -------------------- |
| Al-Nassr | 2       | -          | 2022-23, 2023-24  | -                    |
| Al-Ahli  | -       | 1          | -                 | 2023-24              |
| Al-Hilal | -       | 1          | -                 | 2022-23              |